# Desislava Nikolova
Desislava Nikolova est une joueuse bulgare de volley-ball née le 21 décembre 1991. Elle mesure 1,84 m et joue au poste de réceptionneuse-attaquante. 

## Clubs
| Club               | De        | À         |
| ------------------ | --------- | --------- |
| Slavia Sofia       | 2003-2004 | 2004-2005 |
| Septemvri Volley   | 2005-2006 | 2005-2006 |
| Slavia Sofia       | 2006-2007 | 2008-2009 |
| ASKÖ Linz-Steg     | 2009-2010 | 2011-2012 |
| Volley Soverato    | 2012-2013 | 2012-2013 |
| Halkbank Ankara    | 2013-2014 | 2013-2014 |
| Seramiksan SK      | 2015-2016 | 2016-2017 |
| VK Maritsa Plovdiv | 2017-2018 | 2017-2018 |
| Aydın BBSK         | 2018-2019 | 2018-2019 |
| VK Maritsa Plovdiv | 2019-2020 | 2019-2020 |
| SC Prometey        | jan 2020  | mai 2020  |
| VK Maritsa Plovdiv | 2020-2021 | …         |

## Palmarès
- Challenge Cup
  - Finaliste : 2019.
- Championnat d'Autriche
  - Finaliste : 2010, 2011, 2012.
- Coupe d'Autriche
  - Vainqueur : 2011.
- Championnat de Bulgarie
  - Vainqueur : 2018.
  - Finaliste : 2008.
- Coupe de Bulgarie
  - Vainqueur : 2007, 2018.